# Điền Dương
Điền Dương (tiếng Tráng: Denzyangz, chữ Hán giản thể: 田阳区, Hán Việt: Điền Dương khu, bính âm: Tiányáng Xiàn), là một quận thuộc thành phố cấp địa khu Bách Sắc của khu tự trị dân tộc Choang Quảng Tây, Trung Quốc. Quận này có diện tích là 2.395 km², dân số năm 2010 là 338.300 người, người Tráng chiếm 90,2%..

## Các đơn vị hành chính
Điền Dương có 7 trấn và 8 hương.
- Trấn: Điền Châu (田州), Na Pha (那坡), Pha Hồng (坡洪), Na Mãn (那满), Bách Dục (百育), Đầu Đường (头塘) và Ngọc Phượng (玉凤).
- Hương: Bách Phong (百峰), Cầm Hoa (琴华), Động Tĩnh (洞靖), Kiều Nghiệp (桥业), Ba Biệt (巴别), Ngũ Thôn (五村), Lôi Vu (雷圩) và Khôn Bình (坤平).